# Antonio Gisbert

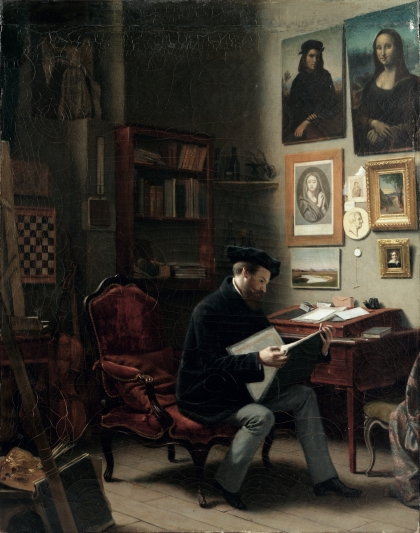
Selbstporträt (1865)

Antonio Gisbert Pérez (* 19. Dezember 1834 in Alcoy; † 25. November 1902 in Paris) war ein spanischer Maler des Klassizismus. Er war als Historienmaler von Bildern über wichtige Ereignisse der Geschichte seines Landes bekannt.

## Biografie
Gisbert begann seine künstlerische Ausbildung an der Real Academia de Bellas Artes de San Fernando in Madrid. 1846 arbeitete er unter der Federführung von José de Madrazo y Agudo (1781–1859). Von 1868 bis 1873 war er Direktor des Museo del Prado in Madrid. 1873 zog er nach Paris, wo er Jahre später verstarb.

## Werke (Auszug)
Alle Gemälde Öl auf Leinwand:
- El fusilamiento de Torrijos y sus Compañeros en la playa de Málaga sein bekanntestes Werk. Es entstand im Jahre 1888 und befindet sich heute im Museo del Prado.[1]
- El desembarcament dels Puritans a Amèrica, Goldmedaille l'Exposició Nacional de Belles Arts (1868)
- Los Comuneros de Castilla, eine Öl-auf-Leinwand Arbeit, Goldmedaille l'Exposició Nacional de Belles Arts (1860)
- Els últims moments del príncep Don Carles, Goldmedaille l'Exposició Nacional de Belles Arts (1858)
- La senyora Maria de Molina presentant al seu fill en la Corts de Valladolid
- Les esposalles de Francesc I amb la Infanta Na Leonor, germana de Carles V

## Galerie

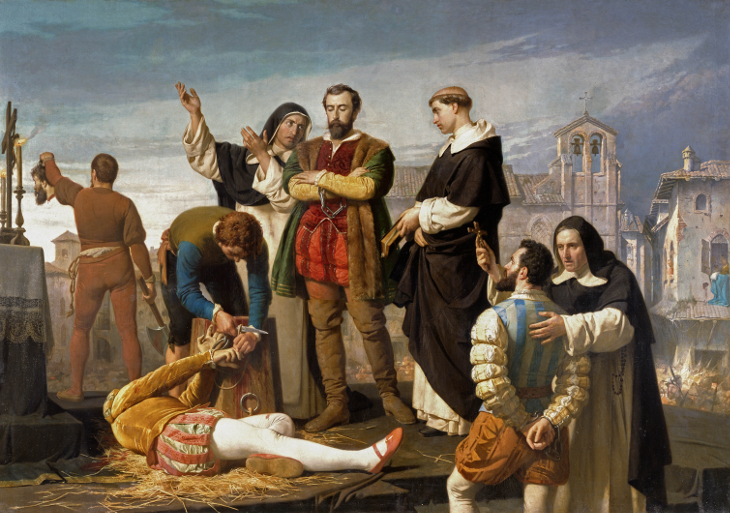
Los Comuneros de Castilla (1860)
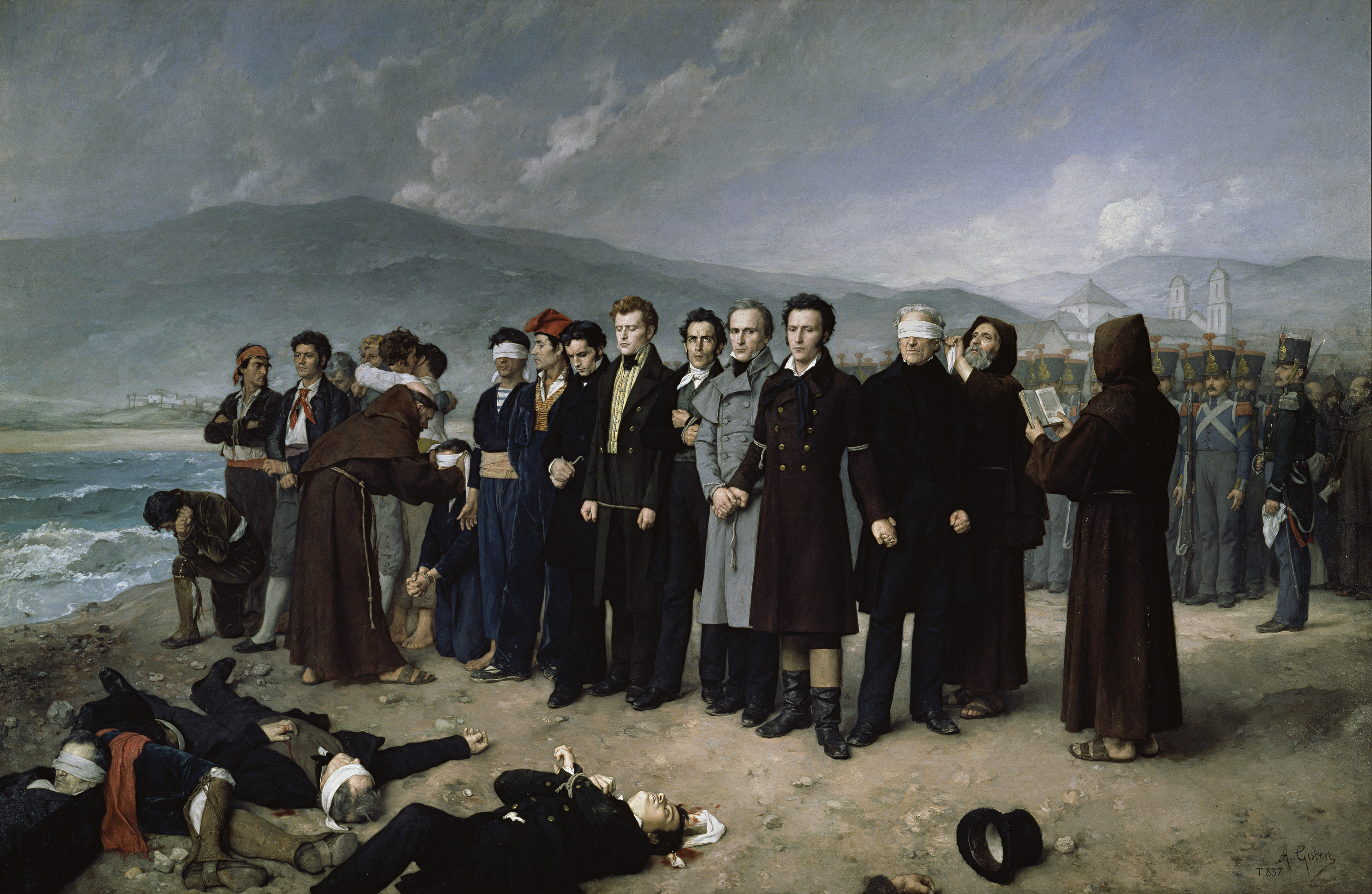
El fusilamiento de Torrijos y sus compañeros en la playa de Málaga (1888)
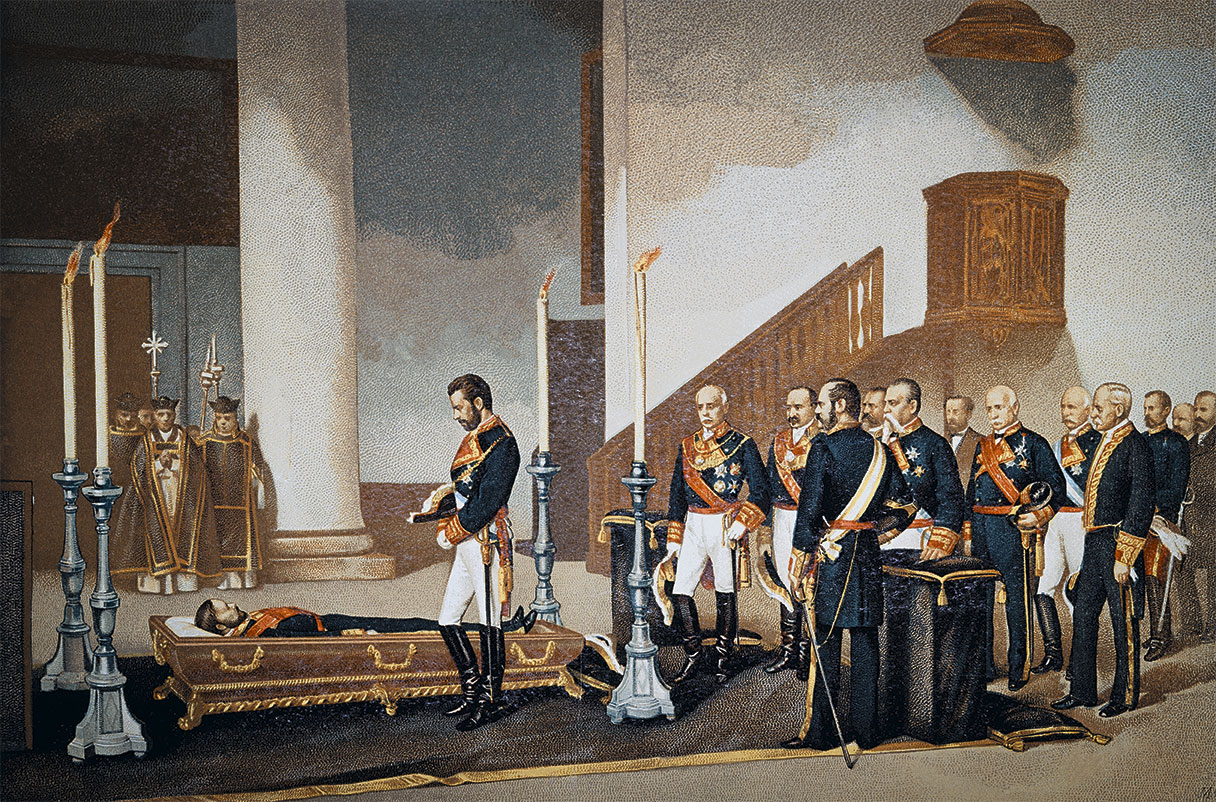
Amadeo I. en frente del ataúd del general General Juan Prim (1870)